# Сиаоси Тупоутоа
Сиаоси Тупоутоа (тонг. Siaosi Manumataongo ʻAlaivahamamaʻo ʻAhoʻeitu Konstantin Tukuʻaho; род. 17 сентября 1985) — наследный принц королевства Тонга. 
Стал наследником престола в марте 2012 года после вступления своего отца Тупоу VI на престол.

## Свадьба
12 июля 2012 года наследный принц женился на своей троюродной сестре Синайтакале Факафануа, на свадьбе присутствовало 2000 человек. В то время Наследному принцу было 26 лет, а его жене — 25 лет.  Синайтакала Факафануа занимает 26-е место в очереди на Тонганский престол.
Свадьба ознаменовала первый брак Тонганского наследного принца за шестьдесят пять лет. Церемония проходила в главном здании свободной Церкви Тонги в Нукуалофе, в ней приняли участие более 2000 гостей, в том числе семьи правителей Самоа и Фиджи. На женихе был надет трехкомпонентный серый и черный костюм, в то время как невеста носила длинный рукав, кружевное свадебное платье с фатой, которая достигла пола церкви.

### Полемика
Брак между Наследным принцем и Факафануа вызвал споры по поводу продолжающейся практики брака с близкими родственниками. Королевский протокол требует, чтобы члены королевской семьи женились на членах благородных семей для поддержания «сильной» родословной. Свадьбу между двоюродными братьями и сестрами открыто критиковали несколько членов политических и королевских кругов королевства.

### Кабинет министров
28 января 2025 года Тупоуто был назначен членом кабинета премьер-министра Айсаке Эке в качестве министра иностранных дел и министра вооружённых сил Его Величества. Он был единственным аристократом в кабинете Эке. Премьер-министр назначил Тупоуто членом парламента вместе с тремя другими министрами кабинета. 

## Дети
Его первенец, сын, Тауфаахау Мануматаонго, родился 10 мая 2013 года в городской больнице Окленда, Новая Зеландия, став вторым в линии наследования Тонганского престола, после его отца. 12 июля 2014 года принцесса родила дочь, Принцессу Хэлэевэлу Мэйта’эхо в Оклендской городской больнице..
Третий ребёнок и вторая дочь, принцесса Нанасипау Элиана также, родилась 20 марта 2018 года в городской больнице новозеландского Окленда.
Четвёртый ребёнок, принцесса Салоте Мафиле’о Пилолеву родилась 25 февраля 2021 года, в Канберре